# Sīnehqān
Sīnehqān (persiska: سينه قان, سينِقان) är en ort i Iran.   Den ligger i provinsen Markazi, i den centrala delen av landet, 200 km söder om huvudstaden Teheran. Sīnehqān ligger 2 111 meter över havet och antalet invånare är 298.
Terrängen runt Sīnehqān är kuperad. Runt Sīnehqān är det ganska glesbefolkat, med 31 invånare per kvadratkilometer. Närmaste större samhälle är Narāq, 10,4 km nordväst om Sīnehqān. Trakten runt Sīnehqān är ofruktbar med lite eller ingen växtlighet.